# Capoeta caelestis
Capoeta caelestis är en fiskart som beskrevs av Schöter, Özulug och Jörg Freyhof 2009. Capoeta caelestis ingår i släktet Capoeta och familjen karpfiskar. Inga underarter finns listade.